# Mönkeberg

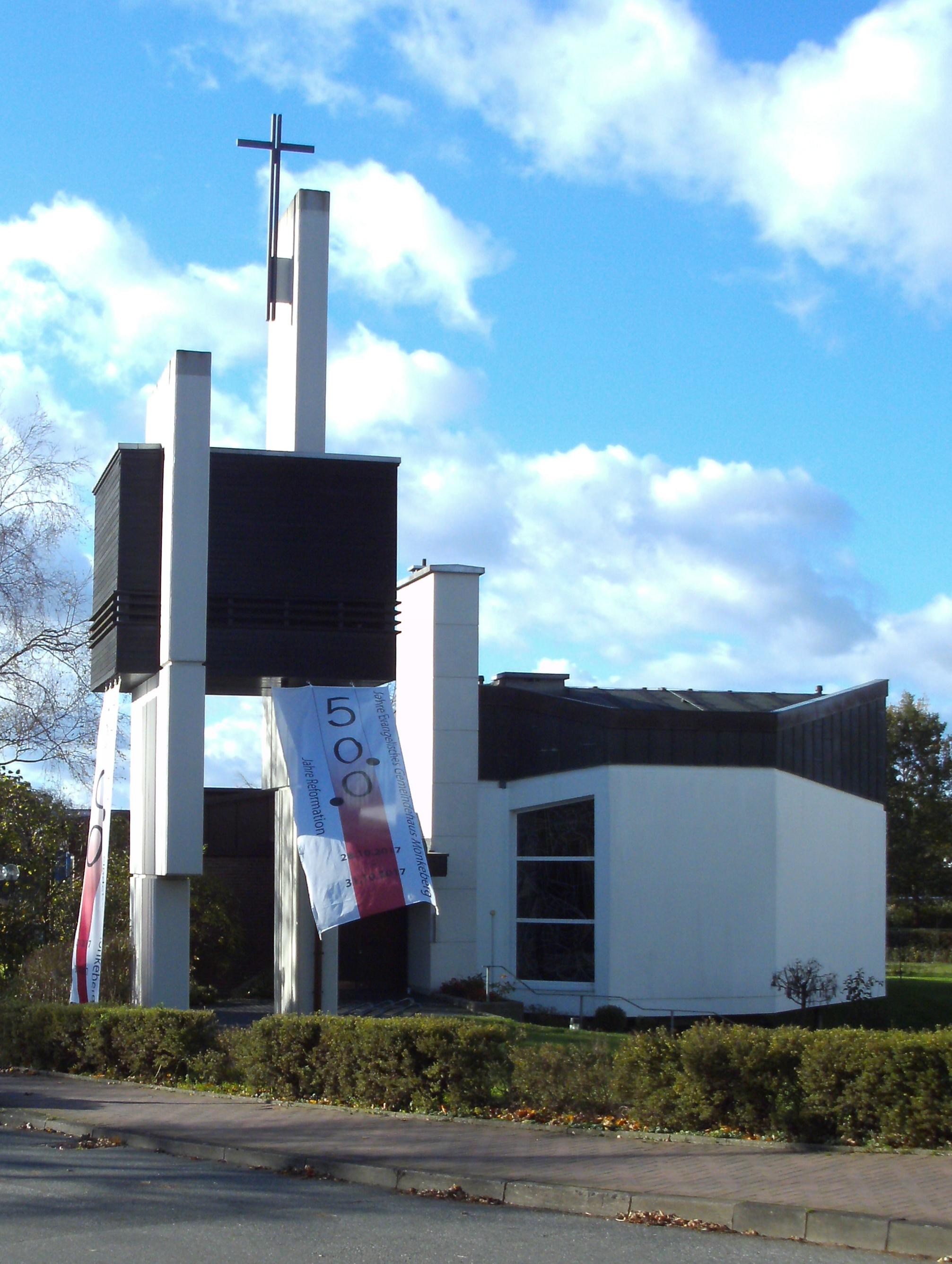
Templo religioso em Mönkeberg.

Mönkeberg é um município da Alemanha, localizado no distrito de Plön, estado de Schleswig-Holstein.